# Luis Gil (beisbolista)
Luis Ángel Gil (Azua, República Dominicana, 3 de junio de 1998), más conocido como Luis Gil, es un jugador profesional dominicano de béisbol que se desempeña en la posición de lanzador en New York Yankees, equipo de las Grandes Ligas de Béisbol (MLB).

## Carrera
En 2021, Gil hizo su debut en la MLB con el equipo New York Yankees, donde lleva jugando tres temporadas.